# Herb Abchazji

Propozycja godła dla autonomii Abchazji w Gruzji

Herb Abchazji ustanowiony został 23 lipca 1992 r. przez Radę Najwyższą Abchazji po ogłoszeniu przez nią deklaracji niepodległości.

## Opis herbu
Herbem tego nieuznawanego przez społeczność międzynarodową państwa jest tarcza dwupolowa, dzielona w słup, gdzie pole pierwsze barwy białej, zaś drugie zielone. Godło herbu złote, przedstawia jeźdźca kierującego się w prawo, dosiadającego mitycznego rumaka Arasza. Jeździec strzela z łuku ku niebu. Ponad jeźdźcem i pod nim trzy złote ośmiopromienne rozety.

## Symbolika herbu
Jeździec jest przywołaniem wspólnego dla wielu narodów Kaukazu Eposu o Nartach. Gwiaździste rozety po jego bokach i pod nim, symbolizują dwie cywilizacje - zachodnią i wschodnią i związek kraju z nimi. Zieleń na tarczy symbolizuje życie, zaś biel – duchowość.

## Dodatkowe informacje
Wizerunek legendarnego jeźdźca Sausryka - bohatera Eposu o Nartach, jest obecny również w godle rosyjskiej Adygei.

## Historia

Herb Księstwa Abchazji XVIII wiek
Republika Górska Północnego Kaukazu 1917–1920
Abchaska Socjalistyczna Republika Radziecka 1921–1925
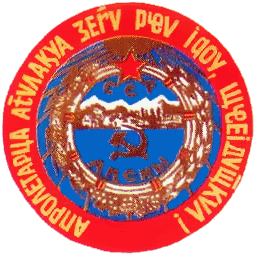
Abchaska SRR 1925–1926
Abchaska SRR 1928–1931
Abchaska Autonomiczna Socjalistyczna Republika Radziecka 1931–1992